# (34366) Rosavestal
(34366) Rosavestal est un astéroïde de la ceinture principale.

## Description
(34366) Rosavestal est un astéroïde de la ceinture principale. Il fut découvert le 4 septembre 2000 à Palmer Divide par Brian D. Warner. Il présente une orbite caractérisée par un demi-grand axe de 2,70 UA, une excentricité de 0,11 et une inclinaison de 8,1° par rapport à l'écliptique.

## Compléments